# Розен, Натан
Ната́н Ро́зен (22 марта 1909, Бруклин, Нью-Йорк — 18 декабря 1995, Хайфа, Израиль) — американский и израильский физик-теоретик.
Известен участием в «триумвирате» создателей парадокса Эйнштейна — Подольского — Розена, совместными работами с Альбертом Эйнштейном по некоторым вопросам общей теории относительности, квантовой механики и космологии.

## Биография
Розен родился в 1909 г. в Нью-Йорке, умер в 1995 г. в Хайфе. Окончил электротехнический инженерный факультет Массачусетского технологического института (МТИ). Получил в 1929 г. степень бакалавра, в 1930 г. степень магистра, в 1932 г. степень доктора. В 1932—1933 гг. Розен работал в Мичиганском университете, а с 1933 г. в Принстонском университете в Нью-Джерси. В начале своей научной карьеры, в 1934—1936 гг., он был ассистентом А. Эйнштейна в Институте высших исследований в Принстоне.
В 1936—1938 гг. Розен был приглашен в СССР и работал профессором теоретической физики в Киевском государственном университете. В 1938 году вернулся в США и продолжил научную деятельность в МТИ.
В 1940—1941 гг. он был ассистент-профессором, затем стал профессором в Университете Северной Каролины, занимая эту должность с 1941 по 1952 годы.
Позже, в 1953—1955 гг. и в 1960—1962 гг., Розен был руководителем физического отделения Техниона, В 1958—1959 гг. руководителем отделения ядерных исследований и деканом. Розен был представителем Техниона и деканом инженерного факультета Университета имени Д. Бен-Гуриона в Негеве в 1969—1971 гг.
Натан Розен был советником Д. Бен-Гуриона.

## Работы в физике
Сотрудничал с Альбертом Эйнштейном, занимался проблемами обоснования квантовой механики и вопросами взаимодействия тел в общей теории относительности. В частности, знаменит как создатель и «третье лицо» соавторов парадокса Эйнштейна — Подольского — Розена. В 1935 г. и 1937 г. Розен опубликовал в соавторстве с Эйнштейном статьи о некоторых фундаментальных проблемах общей теории относительности.
В 1935 г. А. Эйнштейн и Натан Розен выдвинули идею, что при определённых условиях возможно возникновение непрерывного канала между двумя областями пространства-времени. Посредством подобного узкого канала, как бы горловины, могли бы соединяться между собою находящиеся на любом расстоянии одна от другой отдельные части локального пространственно-временного континуума. Этот предсказанный эффект получил название «мост Эйнштейна — Розена». Отображённый графически, он был похож на чёрную дыру, прикреплённую к своему зеркальному отражению (на тот момент термин «чёрная дыра», введённый в конце 1960-х, ещё не был известен).
В 1969—1979 гг. Розен занимался альтернативными теориями гравитации и разработал в это время биметрическую теорию гравитации.